# Björn Augustson
Björn Augustson född 31 juli 1973 i Borås, är en svensk barnboksförfattare. I september 2021 debuterade han även som romanförfattare med boken Ingen går fri, på Vintergård förlag.